# 磐石城
磐石城又稱磨盤寨，位於重慶市雲陽縣長江北岸雙江鎮愛國村石城山上，是一座唐、宋、元、明、清時代的古城遺址。占地面積57000平方米，平面呈橢圓形，尚存部分城牆和東門、西門。石砌城牆殘長160米，高 4.4-9.1米，厚1.22-1.5米。石結構平頂東城門寬1.5米，高1.8米，厚1.7米，其上建有門樓。城內尚存水井1眼和房基數座。東城門外有康熙二年(1663年)「磐石城記」題刻一則，文字多已漫漶。據文獻記載，該城始建於唐，後代多沿用，系川東地區著名的軍事要塞，抗元遺蹟。
1996年9月16日公佈為四川省第四批省級文物保護單位。現屬重慶市。2000年9月7日列為第一批重慶市文物保護單位。